# Ulnardeviation
Unter der  Ulnardeviation versteht man eine Abspreizung der Finger nach ulnar (Kleinfingerseite der Hand), d. h. zur Elle (lat. Ulnar, außenliegender Knochen des Unterarms) hin. Sie zählt zu den entzündlichen Gelenkveränderungen und ist ein Kardinalsymptom für die rheumatoide Arthritis.
Durch eine Lockerung der Bänder im Handwurzelbereich kommt es zur Verschiebung der Handwurzelknochen. In der Folge weichen die Mittelhandknochen nach radial (daumenseitig), d. h. Richtung Radius (innenliegender Knochen des Unterarms) ab. Zum Ausgleich dieser Fehlstellung wandern die Finger (Phalangen) nach ulnar, dabei verschieben sich die Gelenkflächen der Fingergrundgelenke (Subluxation). Dies wiederum begünstigt die s.g. Schwanenhalsdeformität, eine weitere typische Veränderung der Finger bei der rheumatoiden Arthritis.
Zur Entlastung der Gelenke und Muskulatur kann eine Ulnardeviationsschiene oder auch AUD-Spange getragen werden. Sie hält die Fingergrundgelenke in ihrer normalen Position und verbessert so die Greiffunktion.

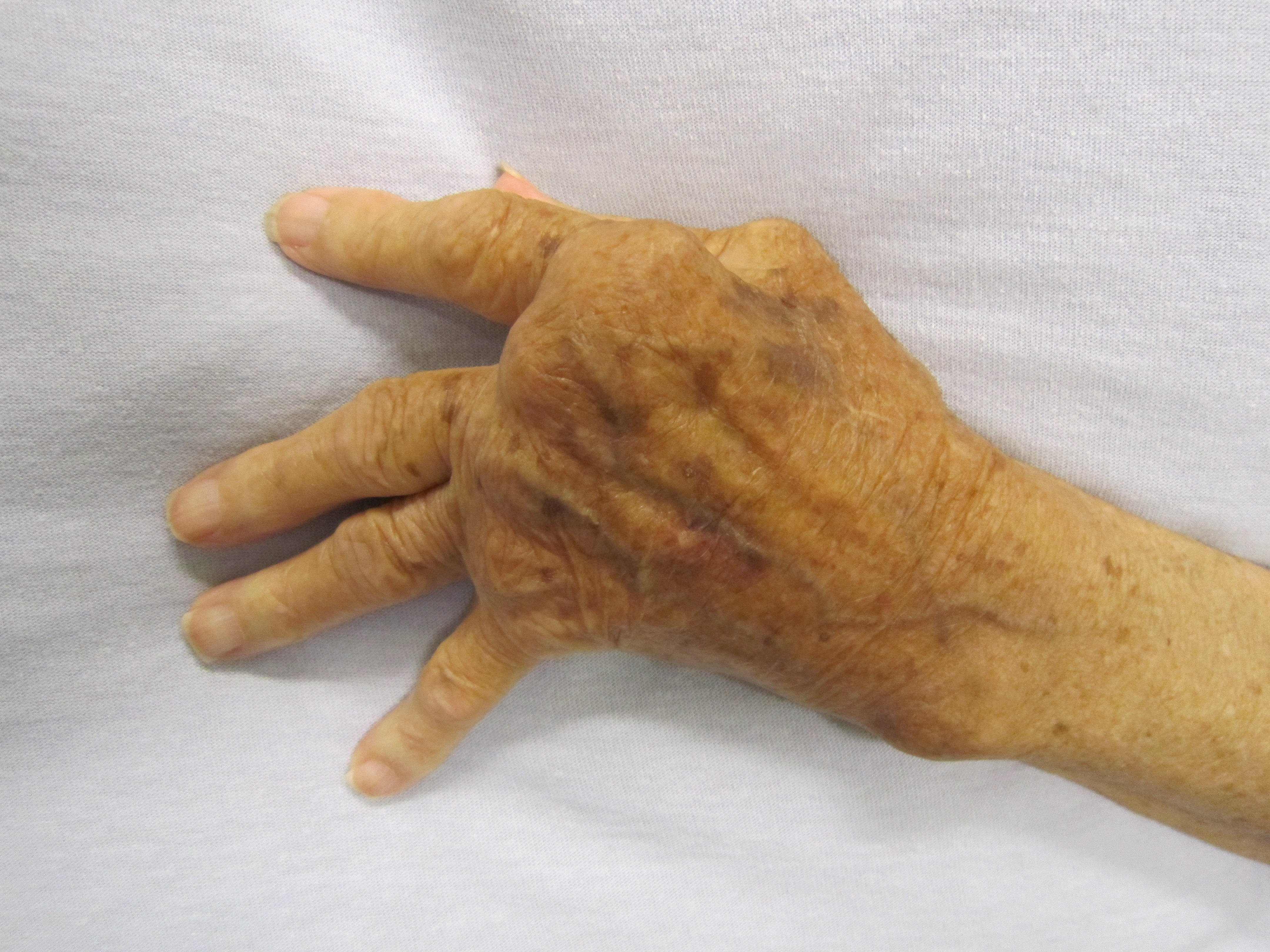
Typische Ulnardeviation bei rheumatoider Arthritis
Menschliche Handknochen
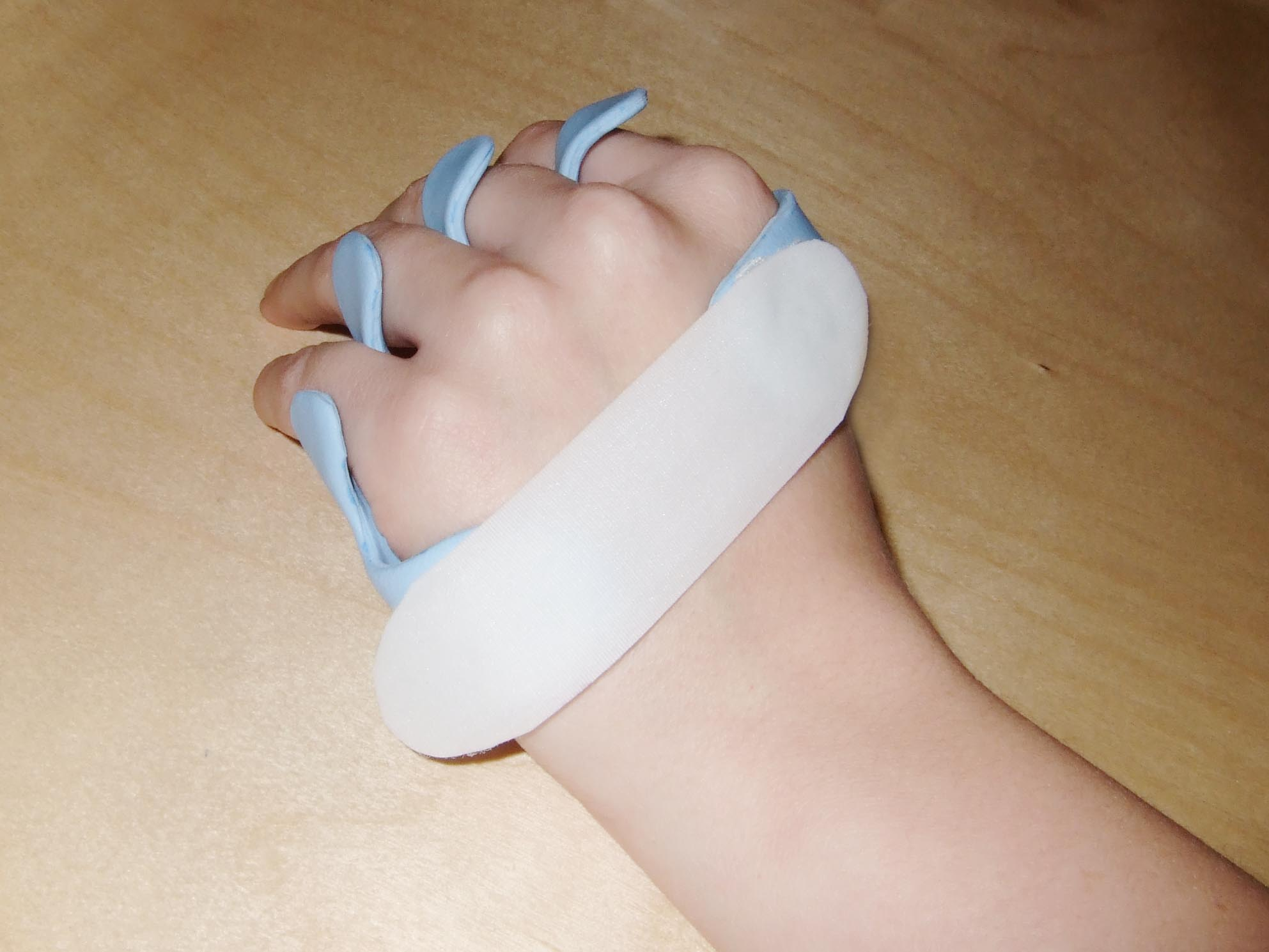
AUD-Spange